# Měšťanský dům čp. 403 (Javorník)
Měšťanský dům č. p. 403 se nachází na ulici Míru mezi domy č. p. 401 a 524 v Javorníku v okrese Jeseník. Dům je kulturní památkou ČR a je součástí městské památkové zóny Javorník.

## Historie
Měšťanský dům byl postaven asi v roce 1373, kdy je poprvé zmiňován jako součást městské středověké zástavby. V průběhu let byl poškozen při různých katastrofách i v roce 1428, kdy město Javorník dobyli husité. Byl přestavován po požárech (1576, 1603; v roce 1825 byly zničeny 104 domy) a povodních. V druhé polovině 19. století byl na původním jádře postaven nový empírový dům, který byl později upravován. V roce 1945 patřil krejčovskému mistrovi Rudolfu Frankemu. V roce 1998 byly provedeny úpravy v přízemí a později uliční fasády.

## Popis
Dům č. p. 403 je empírová řadová čtyřosá jednopatrová zděná stavba s atikovým druhým patrem, krytá sedlovou střechou. Uliční fasáda v přízemí je členěná pásovou rustikou a kordonovou římsou, která odděluje přízemí od prvního patra. V druhé ose zleva je pravoúhlý vstup. Okna a vstup mají profilované šambrány. Okna v prvním patře jsou v šambránách s průběžnou podokenní římsou. Pod okny v parapetu jsou dvojice květinových festonů s pentlí a rámové pilastry. Nad okny jsou rovné římsy na volutových konzolách zdobených mušlí, akantem a zvoncovitými květy. Atikové patro má dvě krajní okna slepá. Okna mají šambrány s podokenní římsou. Atikové patro je završeno trojúhelníkovým štítem s jedním malým půlkruhovým okem s podokenní římsou.

## Interiér
Předsíň je zaklenuta pěti pruskými plackami na pasech se štukovými kruhy. Dřevěné schodiště do patra je na odpočívadlech zaklenuto plackami. Spojovací chodba na dvůr má zaklenutí třemi plackami na pasech. Místnosti v patře jsou plochostropé. Ve sklepě je valená klenba.